# تشارلز كوريل (ممثل)
تشارلز كوريل (بالإنجليزية: Charles Correll)‏ هو ممثل أمريكي، ولد في 2 فبراير 1890 في بيوريا في الولايات المتحدة، وتوفي في 26 سبتمبر 1972 في شيكاغو في الولايات المتحدة بسبب سكتة.

## وصلات خارجية
- تشارلز كوريل على موقع IMDb (الإنجليزية)
- تشارلز كوريل على موقع الموسوعة البريطانية (الإنجليزية)
- تشارلز كوريل على موقع إن إن دي بي (الإنجليزية)
- تشارلز كوريل على موقع قاعدة بيانات الفيلم (الإنجليزية)